# Homalocarpus
Homalocarpus là chi thực vật có hoa trong họ Apiaceae.